# Подвиг разведчика
«Подвиг разведчика» — советский чёрно-белый художественный фильм, снятый в 1947 году режиссёром Борисом Барнетом. В 1948 году фильм получил Сталинскую премию второй степени.

## Сюжет

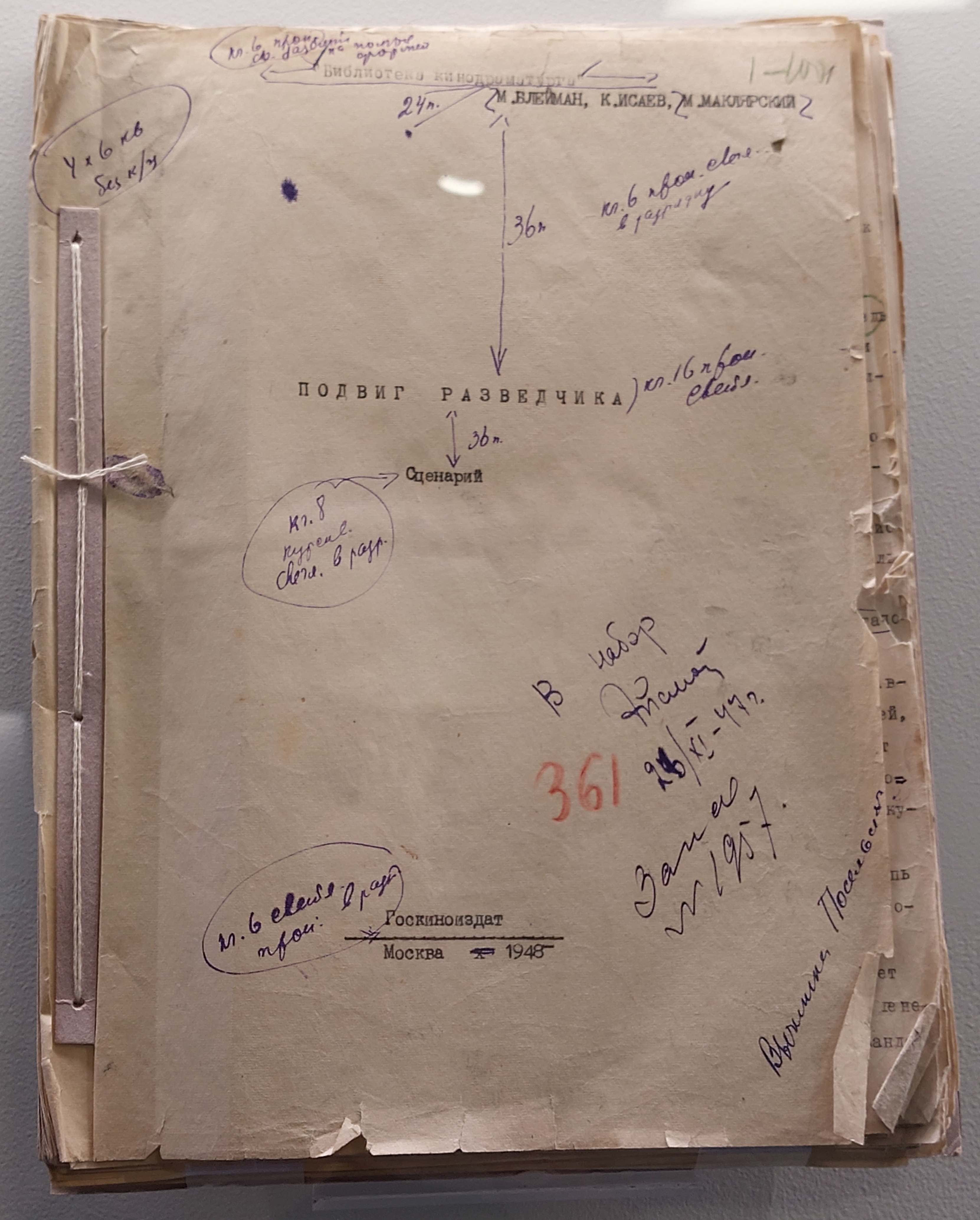
Обложка рукописи сценария

Во время Великой Отечественной войны советский разведчик Алексей Федотов (Павел Кадочников) под именем Генриха Эккерта получает задание: в оккупированной Виннице добыть секретную переписку генерала фон Кюна со ставкой Гитлера. Блестящий профессионал не только выполняет задание, но и, возвращаясь на Родину, «прихватывает» самого генерала.

## В ролях
- Павел Кадочников — майор Алексей Федотов, он же Генрих Эккерт
- Амвросий Бучма — Григорий Лещук, агроном
- Виктор Добровольский — генерал разведки
- Дмитрий Милютенко — Бережной, предатель
- Сергей Мартинсон — Вилли Поммер
- Михаил Романов — Эрих фон Руммельсбург
- Пётр Аржанов — Карповский, он же Штюбинг
- Борис Барнет — генерал фон Кюн[1]
- Елена Измайлова — Тереза Грубер
- Валентина Улесова — Нина
- Сергей Петров — Астахов
- Виктор Халатов — Фридрих Поммер
- Валерия Драга-Сумарокова — фрау Поммер
- Алексей Быков — Медведев
- Геннадий Нилов — эпизод

## Съёмочная группа
- Режиссёр-постановщик: Борис Барнет
- Сценаристы: Михаил Блейман, Константин Исаев, Михаил Маклярский
- Художник-постановщик: Мориц Уманский
- Оператор: Даниил Демуцкий
- Композиторы: Оскар Сандлер, Дмитрий Клебанов
- Директор фильма: М. Каминский
- Администратор: А. Ярмольский

## Музыка в фильме
В сцене встречи майора Федотова (Павел Кадочников) с немецким разведчиком Вилли Поммером (Сергей Мартинсон) в ресторане звучит популярный немецкий фокстрот «Гольфстрим».

## Критика
Фильм стал своего рода классикой жанра. Писали, что этот фильм «по праву может считаться прародителем картин про „сильных духом“» и тем самым является «одним из образцов жанра». Некоторые фразы из фильма («У вас продаётся славянский шкаф? — Шкаф продан, есть никелированная кровать с тумбочкой»; «Скажу вам как разведчик разведчику — вы болван, Штюбинг»; или знаменитый тост: «…За нашу победу!») стали крылатыми, и даже мемами, и вошли в русский язык.
Авторы «Краткой истории советского кино» отмечали, что «приключения Федотова, вступившего в острый поединок с матёрым немецким разведчиком…, вызывает захватывающий интерес» и «увлекательный сюжет сочетается в фильме с глубокой психологической разработкой образа Федотова». Киновед Е. Марголит писал, что «режиссёр увлечённо играл в авантюрный жанр, на котором вырастал и он сам, и всё его кинематографическое поколение, адаптируя к нему опыт трагедийного пространства своих военных фильмов».
Киновед Марина Жежеленко писала: «Задача в фильме „Подвиге разведчика“ осложнялась тем, что самому Алексею приходилось играть немца Эккерта, в образе которого разведчик едет на оккупированную территорию. Вся картина сделана на русском языке без включения немецкой речи, а вместе с тем подразумевается, что Эккерт говорит по-немецки. Как это показать? Кадочников находит прекрасный прием: его Эккерт картавит. Раскатистое „р“ придаёт произношению артиста характерные для немецкого языка жесткость, твердость. Внешность Кадочникова в роли Эккерта никак не изменяется. То же, что у Алексея, гладко выбритое, открытое, скуластое лицо. И вместе с тем совсем другое. Вместо ясного взгляда и немного смущённой улыбки Алексея — самодовольная, наглая усмешка, всё оценивающий, прищуренный глаз: типичный делец, коммерсант».
Кинокритик C. Фрейлих называл фильм вехой в развитии советского детективно-приключенческого фильма. Фильм показал, «как много может жанр, если помнит о своей специфике и в то же время не бездушно полагается на неё».
Отмечалось, что «картину отличает чёткая, умело построенная интрига, напряжённо развивающееся действие, отточенный диалог, великолепное актёрское мастерство… Заботясь о жанровых особенностях фильма — занимательности, остром развитии действия, авторы не забывали о психологической разработке образов и добились большого успеха: в основе конфликта этой приключенческой ленты — столкновение воль и характеров, борьба интеллектов». Советский киновед Иван Корниенко так оценил значение фильма: «Фильм прославлял советского воина-патриота, силу духа советского человека, его всестороннее превосходство над врагом».
Кинокритик Ирина Павлова считала, что «фильм сохранил своё обаяние…вовсе не за счёт детективной фабулы (по нынешним временам достаточно наивной), а именно в силу романтической приподнятости и неординарности образа, созданного Павлом Кадочниковым». Она указывала: «Кадочников в этом фильме фактически сыграл две роли, поскольку советский разведчик Федотов, мужественный патриот, настоящий гражданин, и немец Эккерт, хлыщеватый, элегантный прожигатель жизни в образе мошенничающего коммерсанта, с его грассирующим выговором, с его фатовскими манерами, с его вылощенностью ресторанного завсегдатая,— эти двое, по сути, были людьми, совершенно ни в чём не схожими. Менялся голос, менялось выражение глаз, пластика тела и лица».
Кинокритик Ростислав Юренев отмечал, что «Амвросий Бучма в небольшой роли украинского патриота, агронома Лещука, лиричен, обаятелен, прост, по-украински мягок», а «артист В. Добровольский хорошо играет советского генерала». При этом Юренев высказывал ряд критических замечаний. В частности, он писал, что «на лицах актёров подчас заметен грим». Он считал спорными трактовки образов Вилли Поммера (актёр С. Мартинсон) и генерала Кюна (в исполнении режиссёра фильма).
Киновед Нея Зоркая так оценивала режиссуру Бориса Барнета в этом фильме: «… в знаменитом „Подвиге разведчика“, шпионском детективе, предвосхитившем „Семнадцать мгновений весны“, зрителям довелось увидеть уже другого Барнета — с лихими поворотами сюжета, резкой стыковкой крупных планов-противопоставлений, с заметными из зрительного зала декорациями и макетами — словом, в той эстетике приключенческого кино, где фоны и атмосфера — сила барнетовской режиссуры — несущественны».
Сергей Кудрявцев писал, что «на долгие годы искусственная и даже наивная схема советского героико-приключенческого фильма о смелых разведчиках в стане врага стала чуть ли не эталоном. Разумеется, с течением лет экранные фашисты, которых обводили буквально вокруг пальца отважные рыцари щита и меча, то есть притворившиеся немцами чекисты, постепенно умнели и уже не выглядели полными идиотами, как доставленный в Москву генерал фон Кюн из „Подвига разведчика“… Но мифология, вольно или невольно возникшая на этой благодатной почве, оставалась незыблемой…».